# هاي ليكس (ألبرتا)
هاي ليكس (بالإنجليزية: Hay Lakes)‏ هي قرية تقع في كندا في ألبرتا. يقدر عدد سكانها بـ 425 نسمة ومساحتها 0.58 كم2 وترتفع عن سطح البحر 770 متر.